# Pycnogonum gaini
Pycnogonum gaini är en havsspindelart som beskrevs av Bouvier, E.L. 1910. Pycnogonum gaini ingår i släktet Pycnogonum och familjen Pycnogonidae. Inga underarter finns listade i Catalogue of Life.